# 孟洛明
孟洛明（1955年—），汉族，中华人民共和国政治人物、第十一届全国政协委员。

## 生平
担任北京邮电大学学位委员会主席、网络与交换技术国家重点实验室主任。2008年，当选第十一届全国政协委员，代表无党派人士，分入第十四组。2018年1月，当选第十三届全国政协委员。